# Palawan-Bartschwein
Das Palawan-Bartschwein (Sus ahoenobarbus) ist eine in Südostasien lebende Säugetierart aus der Familie der Echten Schweine (Suidae). Es ist auf den Philippinen endemisch und kommt auf der Insel Palawan und den vorgelagerten Balabac- und Calamian-Inseln vor.

## Merkmale
Sie ähneln äußerlich den Bartschweinen, bleiben mit einer Kopf-Rumpf-Länge von 100 bis 160 Zentimeter aber deutlich kleiner. Der Schwanz ist 15 bis 25 Zentimeter lang, die Schulterhöhe betrögt etwa einen Meter, das Maximalgewicht liegt bei 150 kg. Der Schädel ist kürzer als der des Bartschweins. Das Fell des Palawan-Bartschwein ist schütter, die Haare sind borstig und schwarzbraun gefärbt. Adulte Exemplare haben einen Bart aus langen weißen Haaren an den Wangen und am Kinn, die durch ein breites Band kurzer weißer Haare über die Schnauze verbunden wird, sowie eine Mähne aus längeren weißlichen Haaren, die am Scheitel beginnt und dann über die Mittellinie des Rückens verläuft. Jungtiere sind ohne Bart und Mähne und zeigen stattdessen drei orangefarbene Streifen die vom Hals bis zum Hinterteil verlaufen. Der untere dieser Streifen ist am breitesten und erstreckt sich auch über den größten Teil des Bauches.

## Lebensraum und Lebensweise
Palawan-Bartschweine kommen in primären und sekundären Tiefland- und nicht zu hoch gelegenen Bergregenwäldern vor (bis 1500 m über dem Meeresspiegel), in offenen Trockenwäldern, auf Grasland, in den Mangrovenwäldern an den Küsten und auf kultivierten und bewirtschafteten Gebieten vor.
Wie das Bartschwein ernährt es sich wahrscheinlich von einer großen Auswahl an Pflanzen, Wurzeln, Pilzen, wirbellosen und kleinen Wirbeltieren. Über die Aktivitätsmuster der Art ist nur wenig bekannt. In vom Menschen nur wenig beeinflussten Gebieten kann sie vor allem am frühen Morgen und am späten Nachmittag beobachten. In Gebieten, in denen sie gejagt werden oder andere vom Menschen verursachte Störungen häufig vorkommen, sind die Schweine fast ausschließlich nachtaktiv. Den Berichten einheimischer Jäger und andere Informanten zufolge sind die Tiere nur in kleinen Gruppen von zwei bis drei Tieren unterwegs, es ist jedoch wahrscheinlich, dass sie in ungestörten Gebieten in größeren Familienverbänden leben. Die Fortpflanzungsbiologie des Palawan-Bartschweins ist bisher nicht erforscht worden.

## Systematik

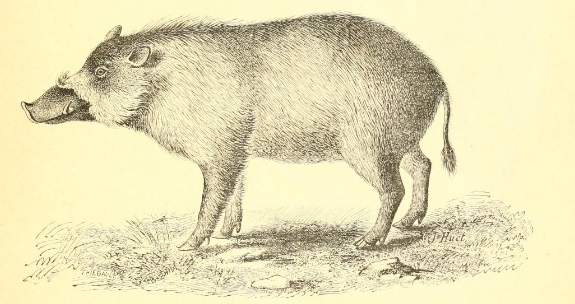
Zeichnung eines Palawan-Bartschwein aus der Erstbeschreibung

Das Palawan-Bartschwein wurde 1888 durch den französischen Zoologen Joseph Huet als Unterart des Bartschweins (Sus barbatus) erstmals wissenschaftlich beschrieben, wurde später aber aufgrund seiner besonderen Merkmale zu einer vollwertigen Art aufgewertet. Morphologisch ähnelt es zwar mehr dem Bartschwein, eine Vergleich von mt-DNA-Fragmenten aus dem Cytochrom-b-Protein der Tiere zeigte jedoch das das Visayas-Pustelschwein (Sus cebifrons) der nächste Verwandte ist. Andererseits beträgt die Chromosomenzahl von Bartschwein, Palawan-Bartschwein und den meisten anderen Arten der Gattung Sus 38, während das Visayas-Pustelschwein 36 Chromosomen hat. Möglicherweise ging das Palawan-Bartschwein aus Hybridisierungen zwischen Visayas-Pustelschwein und Bartschwein hervor.

## Gefährdung
Aufgrund der Bejagung und der Zerstörung ihres Lebensraums wird die Art von der IUCN als bedroht (near threatened) eingestuft.